# Absolute Radio

Absolute Radio är en brittisk kommersiell radiokanal som funnits sedan september 2008. Stationen ersatte den tidigare kanalen Virgin Radio som sänt sedan 1993. Kanalen sänder via DAB och mellanvåg, samt på FM-bandet i utvalda delar av Storbritannien. Kanalen ägs av Bauer Media Group, ett företag baserat i Hamburg.
Virgin Radio profilerade sig som en kanal som sände i första hand albumbaserad rockmusik, såväl ny som äldre. Absolute Radio har fortsatt i denna anda, och kanalen spelar framförallt brittisk, men även amerikansk rockmusik från olika eror. I och med att kanalen sänder på mellanvåg kan den nattetid tas in i stora delar av Europa på frekvensen 1215 khz.